# Born into Trouble as the Sparks Fly Upward
Born into Trouble as the Sparks Fly Upward. ist das zweite Album der kanadischen Postrock-Band Thee Silver Mt. Zion Memorial Orchestra & Tra-La-La Band. Es wurde im Oktober 2001 von Constellation Records veröffentlicht.

## Überblick
Der Titel des Albums stammt höchstwahrscheinlich vom Buch Ijob: Yet man is born unto trouble, as the sparks fly upwards. In der deutschen Übersetzung heißt es: sondern der Mensch ist zur Mühsal geboren, / wie Feuerfunken, die hochfliegen.
Der Song „This Gentle Hearts Like Shot Bird’s Fallen“ wurde am Anfang des Films Snow Angels von David Gordon Green genutzt.
Auf dem Album spielen doppelt so viele Mitglieder wie auf dem Debüt im Jahr 2000 – dies ist vermutlich auch der Grund, warum der Name verlängert wurde. 4 der Lieder sind mit Gesang – auch das ist ein signifikanter Unterschied zum Vorgänger, wo nur ein Lied (Movie (Never Made)) mit Gesang war.

## Kritiken
Thom Yurek von allmusic schrieb: „Die Musik auf Born into Trouble as the Sparks Fly Upward ist von atemberaubender Schönheit und geisterhaftem Ausdruck“ und gab der Platte 4,5 von 5 Sternen.
Brad Haywood schrieb bei Pitchfork Media: „Größtenteils bleibt Born into Trouble ein intensives und bezauberndes Album“, kritisierte allerdings auch die Anmaßung des Albums und insbesondere den Song Built then Burnt [Hurrah! Hurrah!]. Dennoch vergab er 7,7 von 10 Punkten an die Platte.

## Titelliste
1. Sisters! Brothers! Small Boats of Fire Are Falling from the Sky! – 9:07
2. This Gentle Hearts Like Shot Bird’s Fallen. – 5:47
3. Built Then Burnt [Hurrah! Hurrah!] – 5:41
4. Take These Hands and Throw Them in the River. – 6:58
5. Could’ve Moved Mountains... – 10:59
6. Tho You Are Gone I Still Often Walk w/ You. – 4:48
7. C’monCOMEON(Loose and Endless Longing) – 8:06
8. The Triumph of Our Tired Eyes. – 6:54

 Alle Lieder von A Silver Mt. Zion. 

## Gastmusiker
- Jonah Fortune – Trompete, Posaune (auf This Gentle Hearts Like Shot Bird’s Fallen.)
- Eric Craven – Schlagzeug
- Frankie Sparo – Gesang.
- Mischa und Sasha – „Stimmen“ (vermutlich auf This Gentle Hearts Like Shot Bird’s Fallen. und Built Then Burnt [Hurrah! Hurrah!].)